# Vörös gyűszűgomba
A vörös gyűszűgomba (Cytidia salicina) a Corticiaceae családba tartozó, Eurázsiában és Észak-Amerikában honos, füzek kérgén élő, nem ehető gombafaj. 

## Megjelenése
A vörös gyűszűgomba termőteste lapos, az aljzatra simuló vagy ha széle felhajlik, szabálytalan csészeszerű. Nagyjából kerek, szélessége kb. 1,5 cm, vastagsága 0,5-2 mm. Idővel a közeli termőtestek összeolvadhatnak, akár több tíz centiméteres, szabálytalan alakú telepet alkotva. Felszíne eleinte sima, később ráncos, hullámos. Színe vérvörös, kárminvörös, néha lilás. 
Húsa vöröses, nedvesen rugalmas, zselészerű,; kiszáradva összezsugorodott, merev, törékeny, színe tompa borvörös. Ha a kiszáradt gombát nedvesség éri, visszatér korábbi állapotába. Szaga és íze nem jellegzetes.
Spórapora fehér. Spórája hengeres, sima, inamiloid, mérete 12-18 x 4-5 µm.

### Hasonló fajok
Színe és élőhelye alapján könnyen azonosítható. Esetleg az élénkszínű terülőgomba vagy a nyeles mirigygomba hasonlíthat rá.

## Elterjedése és termőhelye
Eurázsiában és Észak-Amerikában honos. 
Lombos fák (elsősorban fűz) elhalt vagy meggyengült ágainak kérgén él, inkább nedves körülmények között, pl. lehullott ágak alsó felén. Termőteste szinte egész évben látható. 

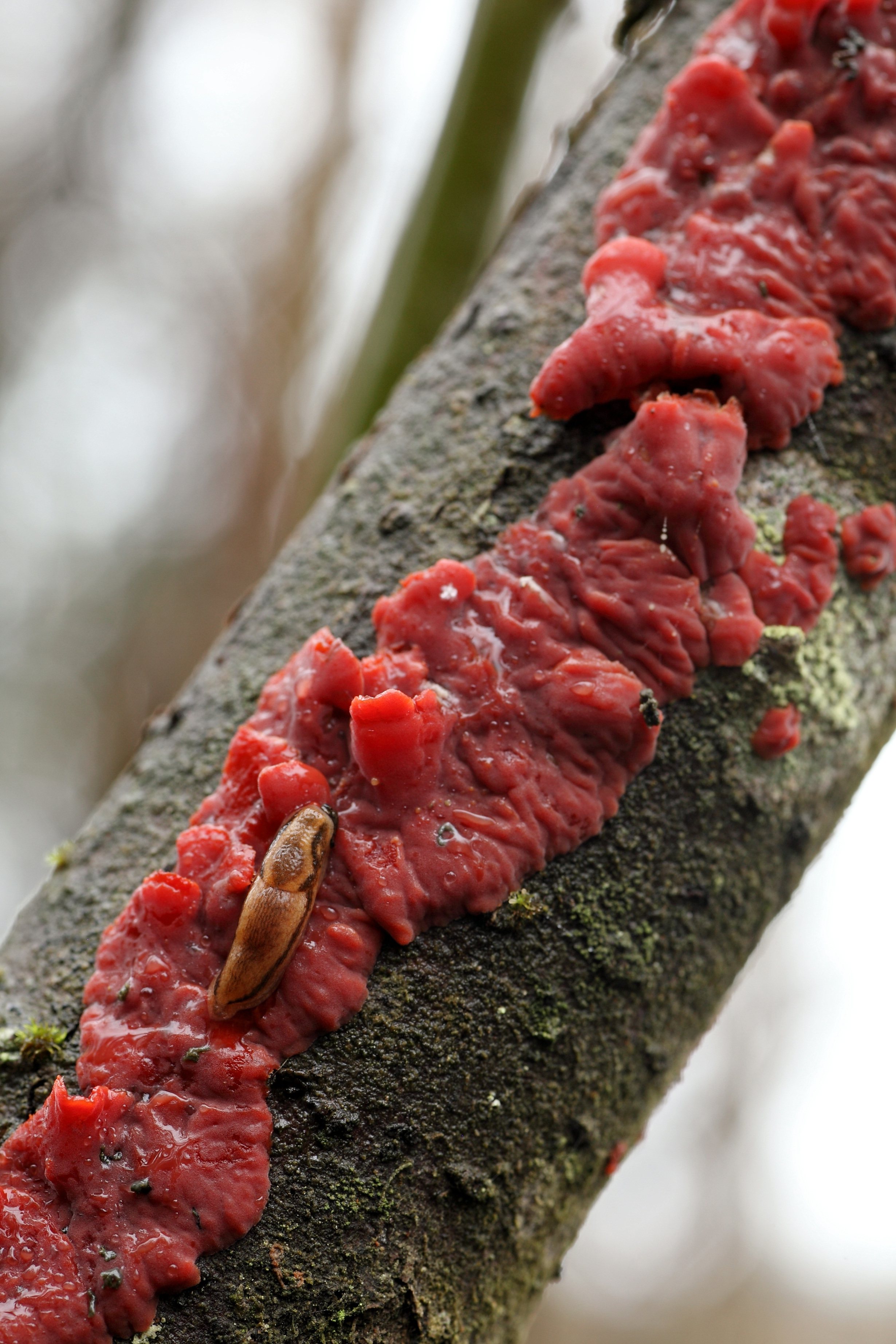
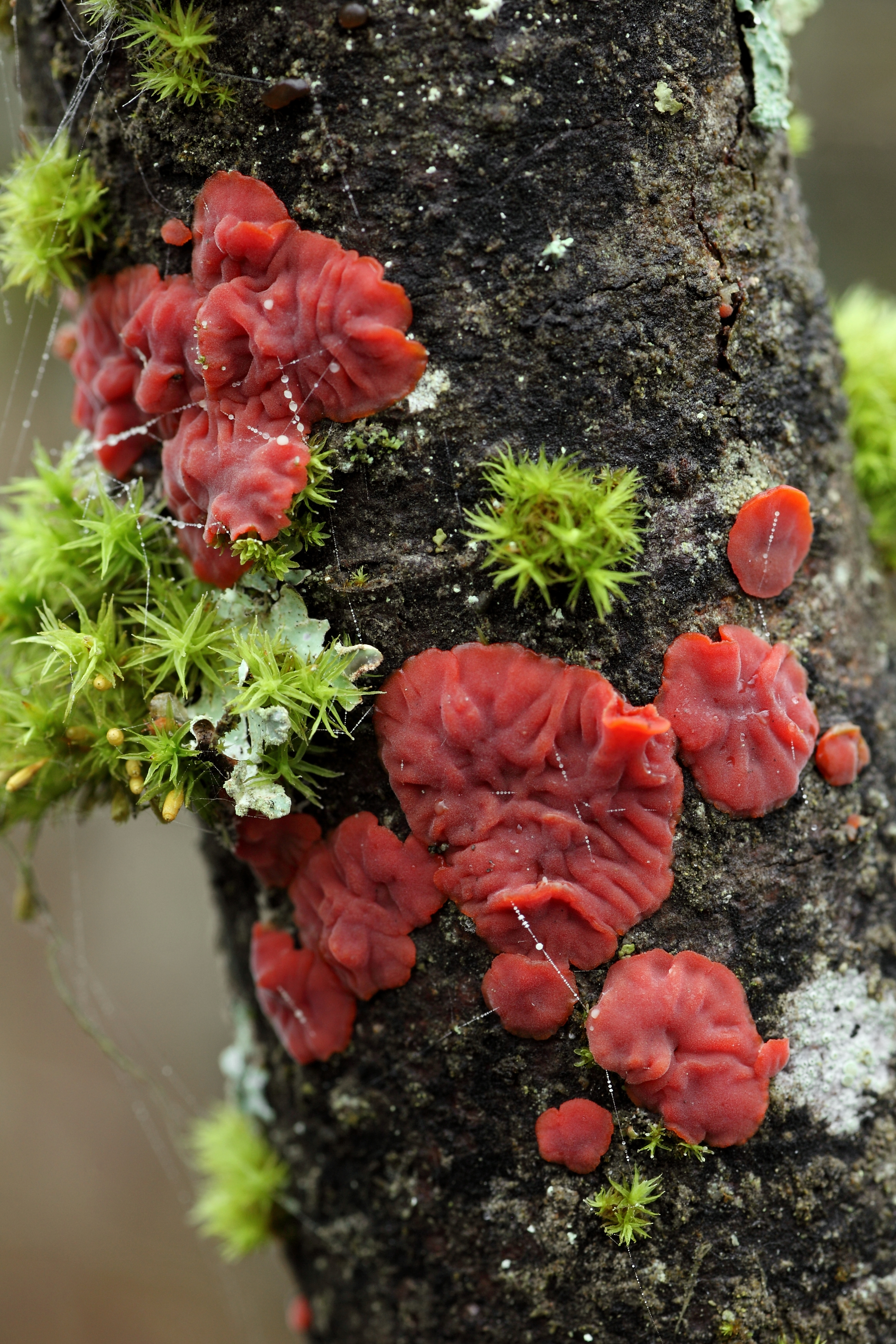
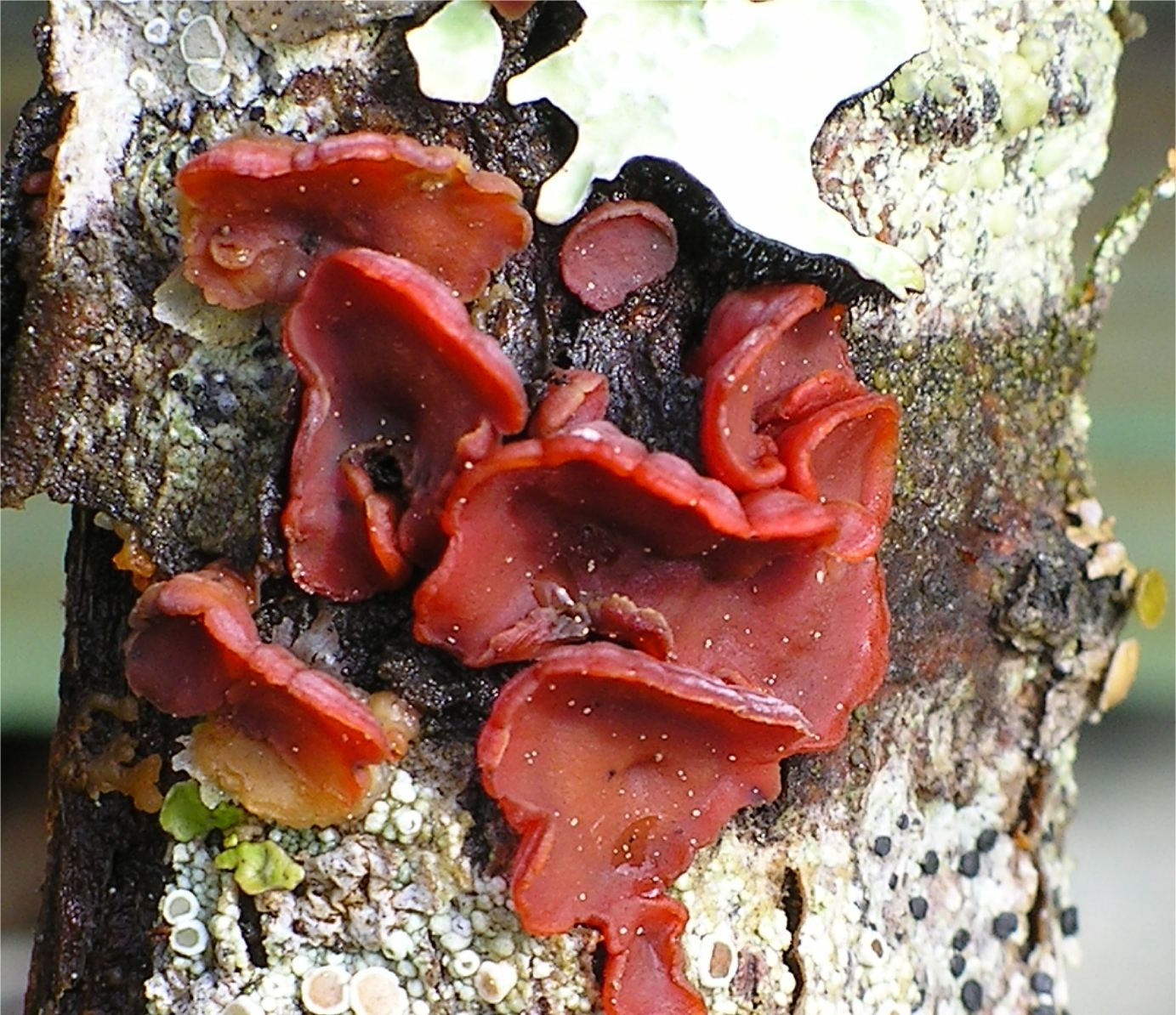
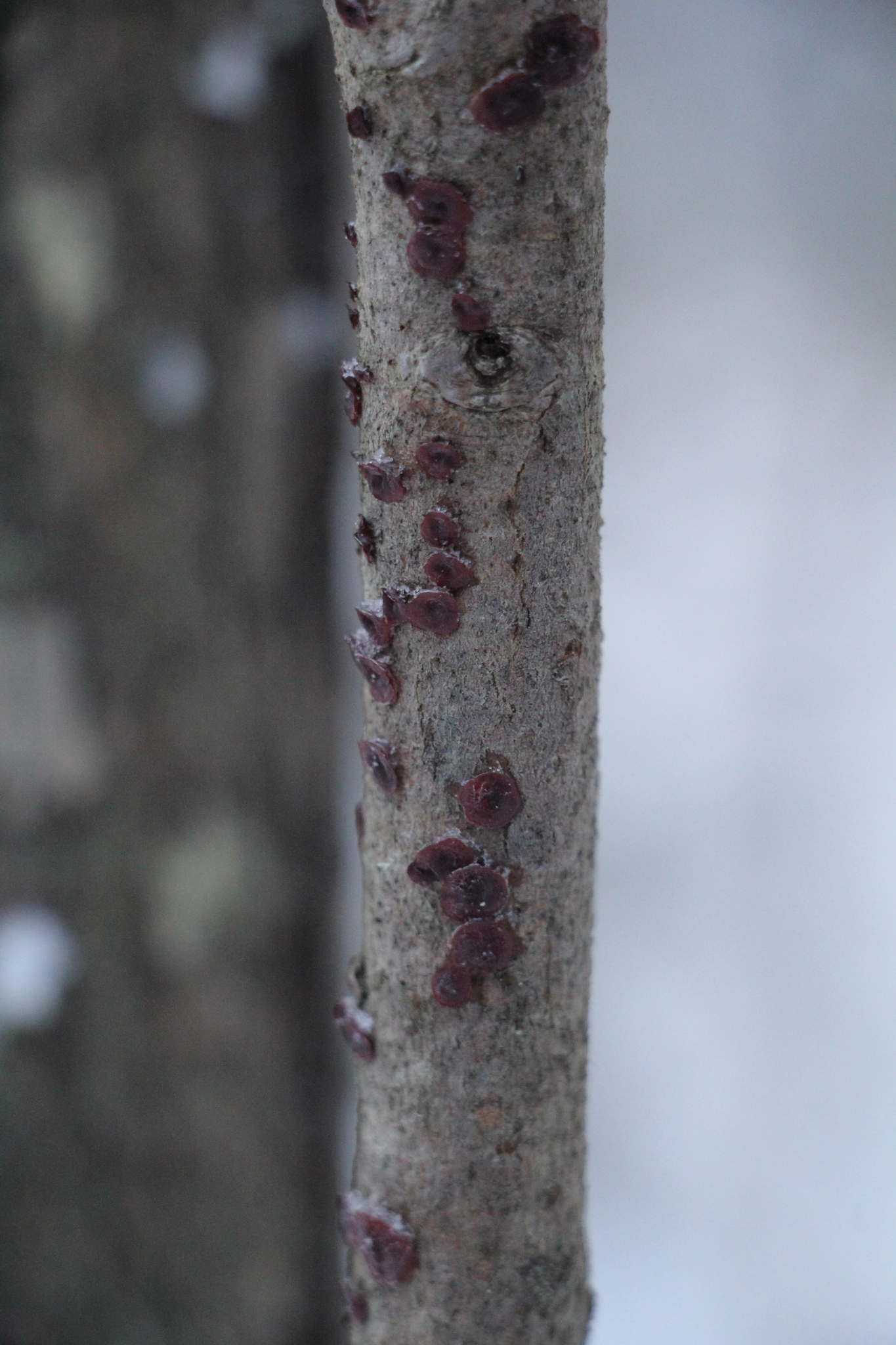

Nem ehető.    